# Martín Guzmán
Martín Guzmán (La Plata, 12 de outubro de 1982) é um economista argentino, foi ministro da Economia no governo Alberto Fernández de dezembro de 2019 até julho de 2022, após sua renúncia ao cargo.
Na Columbia Business School, Guzmán é pesquisador associado da Divisão de Economia, diretor do Programa de Reestruturação da Dívida da Columbia University Initiative para Policy Dialogue, e editor-chefe do Journal of Globalization and Development,  especializado nas áreas de dívida pública, macroeconomia internacional e economia monetária. Guzmán estudou na Universidade Nacional de La Plata, onde se graduou em Licenciatura em Economia (abril de 2005) e Mestre em Ciências em Economia (dezembro de 2007). Além disso, ele possui doutorado pela Brown University (maio de 2013).  Suas influências teóricas incluem Carlos Daniel Heymann e Joseph Stiglitz.     